# 约瑟夫·西尔尼
约瑟夫·西尔尼（捷克語：Josef Silný，1902年1月23日—1981年5月18日），捷克男子足球运动员，司职前锋。他曾代表捷克斯洛伐克国家队参加1934年国际足联世界杯，结果队伍获得亚军。